# Gare de Saint-Louis-les Aygalades
Gare de Saint-Louis-les Aygalades – przystanek kolejowy w Marsylii, w departamencie Delta Rodanu, w regionie Prowansja-Alpy-Lazurowe Wybrzeże, we Francji.
Jest przystankiem kolejowym Société nationale des chemins de fer français (SNCF), obsługiwanym przez pociągi TER Provence-Alpes-Côte d’Azur.